# 선흘초등학교
선흘초등학교(善屹初等學校)는 대한민국 제주특별자치도 제주시 조천읍에 있는 공립 초등학교이다.

## 학교 연혁
- 1936년	4월 5일 선흘간이학교 인가
- 1944년	5월 5일 선흘공립국민학교 승격
- 1949년	5월 5일 4.3사건으로 폐교
- 1950년	7월 4일 함덕초등학교 선흘분교장 인가
- 1953년	4월 1일 선흘국민학교 승격 개교
- 1974년	3월 9일 양잠단지 분교장 인가
- 1982년	3월 1일 양잠단지 분교장을 선인분교장으로 개명
- 1984년	3월 5일 병설유치원 인가
- 1994년	3월 1일 4학급 인가
- 1995년	3월 1일 함덕국민학교 선흘분교장 개편
- 1995년	3월 1일 3학급 인가
- 1996년	3월 1일 함덕초등학교 선흘분교장 개칭
- 2013년	3월 1일 선흘브라스밴드 창단
- 2014년	9월 1일 고영철 교장 부임
- 2017년	2월 6일 제74회(분교장 22회) 졸업(졸업생 1명 총 1027명 배출)
- 2017년	6월 6일 푸른울림 선흘브라스밴드 재창단(브리티시 브라스 밴드)
- 2022년 3월 1일 본교로 승격

## 참고 자료
- 선흘초등학교 - 한국교육학술정보원 학교알리미